# Liste des monuments historiques protégés en 1843
Cet article recense les monuments historiques français classés en 1843.

## Protections
| Édifice                           | Commune             | Département     | Région    | Protection | Base Mérimée                         | Coordonnées                      | Image |
| --------------------------------- | ------------------- | --------------- | --------- | ---------- | ------------------------------------ | -------------------------------- | ----- |
| Église Notre-Dame de l'Assomption | Beaumont-de-Lomagne | Tarn-et-Garonne | Occitanie | Classé     | « PA00095705 », notice no PA00095705 | 43° 52′ 36″ nord, 1° 00′ 38″ est |       |